# Bajchisarái
Bajchisarái (en ruso y ucraniano: Бахчисарай; en tártaro de Crimea: Bağçasaray) es una ciudad que pertenece de jure República Autónoma de Crimea de Ucrania y de facto a la Federación Rusa, en la República de Crimea. Su soberanía está discutida con Ucrania, ya que ni ésta ni la ONU reconocen el referéndum de 2014 sobre su anexión a Rusia (véase Resolución 68/262 de la Asamblea General de las Naciones Unidas). Bajchisarái es la antigua capital del Kanato de Crimea y de la República Popular de Crimea. El nombre se traduce del tártaro de Crimea como "palacio-jardín" (de багъчa/bağça — jardín y de сарай/saray — palacio).
La ciudad es considerada como la que mejor conserva el legado del antiguo Kanato tártaro de Crimea de los siglos XV-XVIII.

## Historia
Situada en el estrecho valle del río Çürük Suv, Bajchisarái es un antiguo centro local de la civilización, donde los primeros restos de presencia humana en el valle se remontan al Mesolítico.

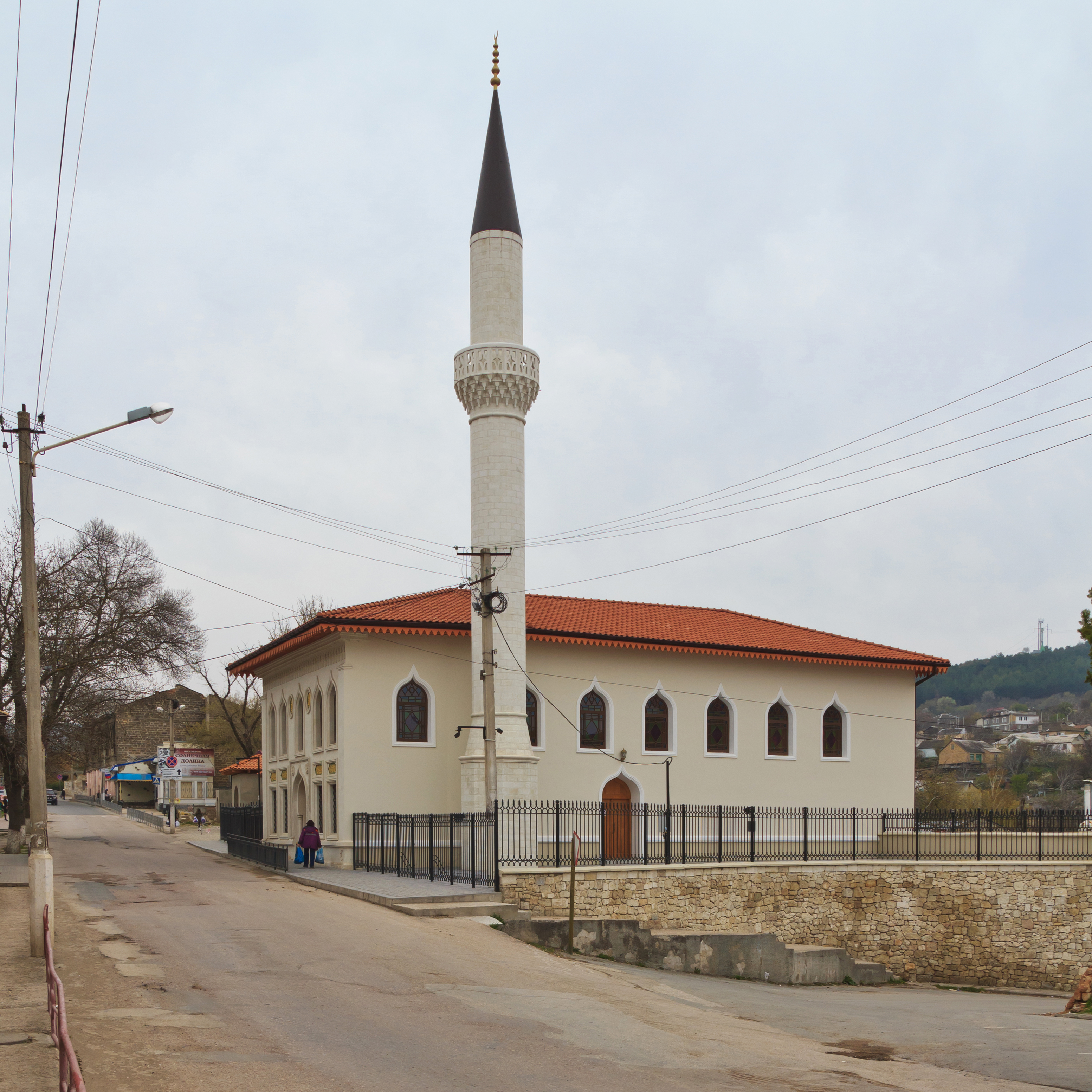
Orta Juma Jami, construida en 1674.

Bajchisarái es mencionada por primera vez en 1502. En 1532 se estableció en la ciudad el jan de Crimea, Sahib I Giray. Desde entonces se convirtió en la capital del Janato de Crimea y el centro de la vida política y cultural del pueblo tártaro de Crimea. Después de la ocupación del Janato de Crimea por el Imperio ruso en 1783, se transformó en una ciudad ordinaria, después de perder su rol de centro administrativo. No obstante, siguió siendo el centro cultural de los tártaros de Crimea hasta la Sürgün —la deportación del 18 de mayo de 1944—.

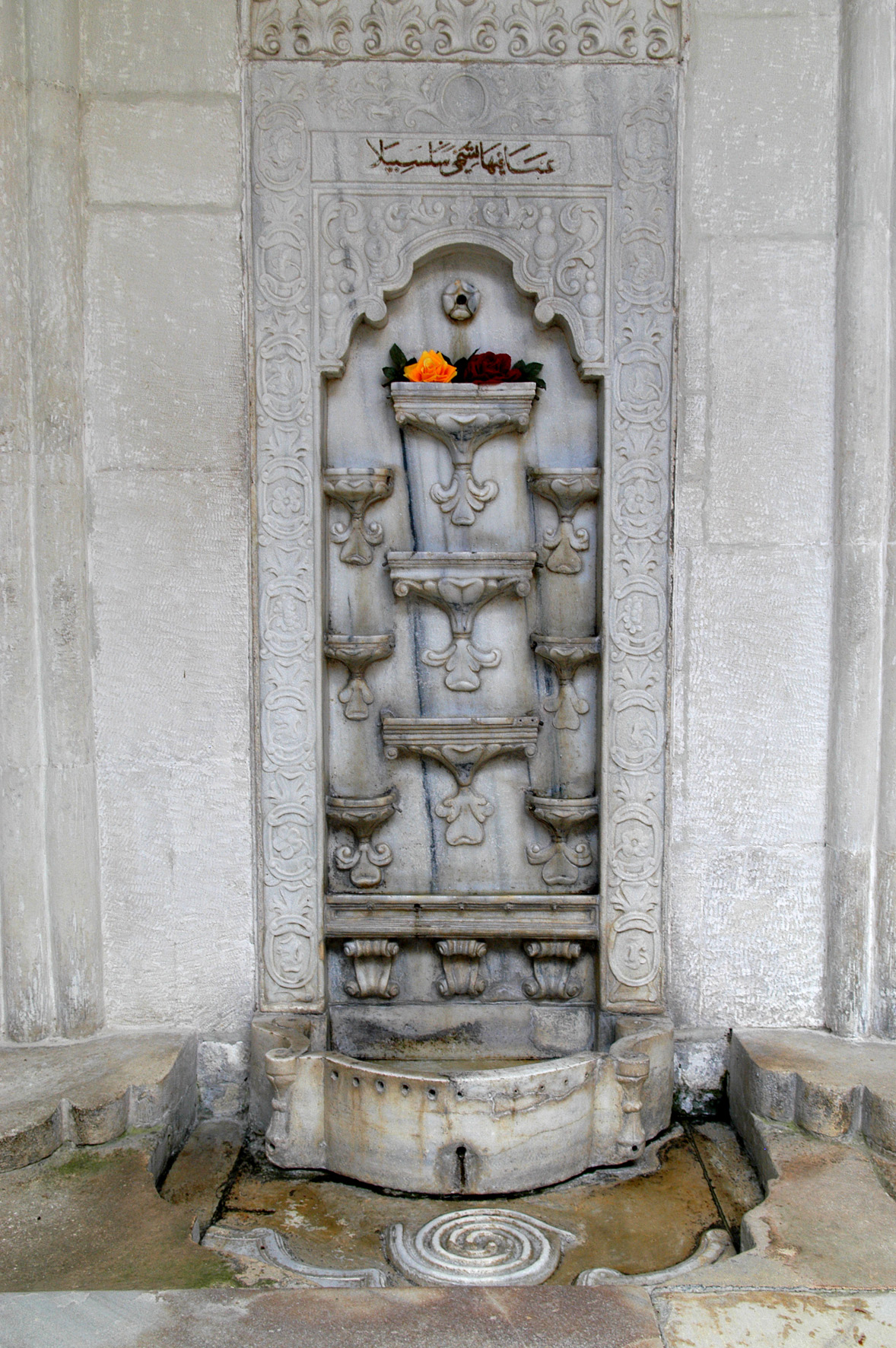
La fuente de las lágrimas en el Palacio del Kan de Bajchisarái.

Bajchisarái posee el Palacio del Kan de Bajchisarái, el único palacio de los janes de Crimea que perdura, y actualmente está abierto a los turistas. La ciudad es conocida por los rusófonos por sus lazos románticos con el poema de Aleksandr Pushkin La fuente de Bajchisarái (1822). Adam Mickiewicz dedicó un poema de sus Sonetos de Crimea (1826) a los monumentos de Bajchisarái.

## Población
| 1930   | 1939   | 1989   | 2001   | 2006   | 2014   |
| ------ | ------ | ------ | ------ | ------ | ------ |
| 10.450 | 10.891 | 25.363 | 27.549 | 26.400 | 27.448 |

En 1930 tenía 10 450 habitantes: 7420 tártaros de Crimea; 1850 rusos; 315 judíos; 205 griegos; 185 ucranianos y 475 de otras nacionalidades. Según el censo de 2001 en el territorio de Bajchisarái la composición étnica de la población era: rusos 54,3 %; tártaros de Crimea 21,3 %; ucranianos 19,6 %; bielorrusos 1,2%; moldavos 0,2 %. Según el censo de 2014: rusos 59,2%; tártaros de Crimea 22,5%; ucranianos 10,1%; tártaros 3,8%; bielorrusos 0,7%; armenios 0,4%.

## Ciudades hermanadas
- Bursa, Mármara, Turquía.

## Galería

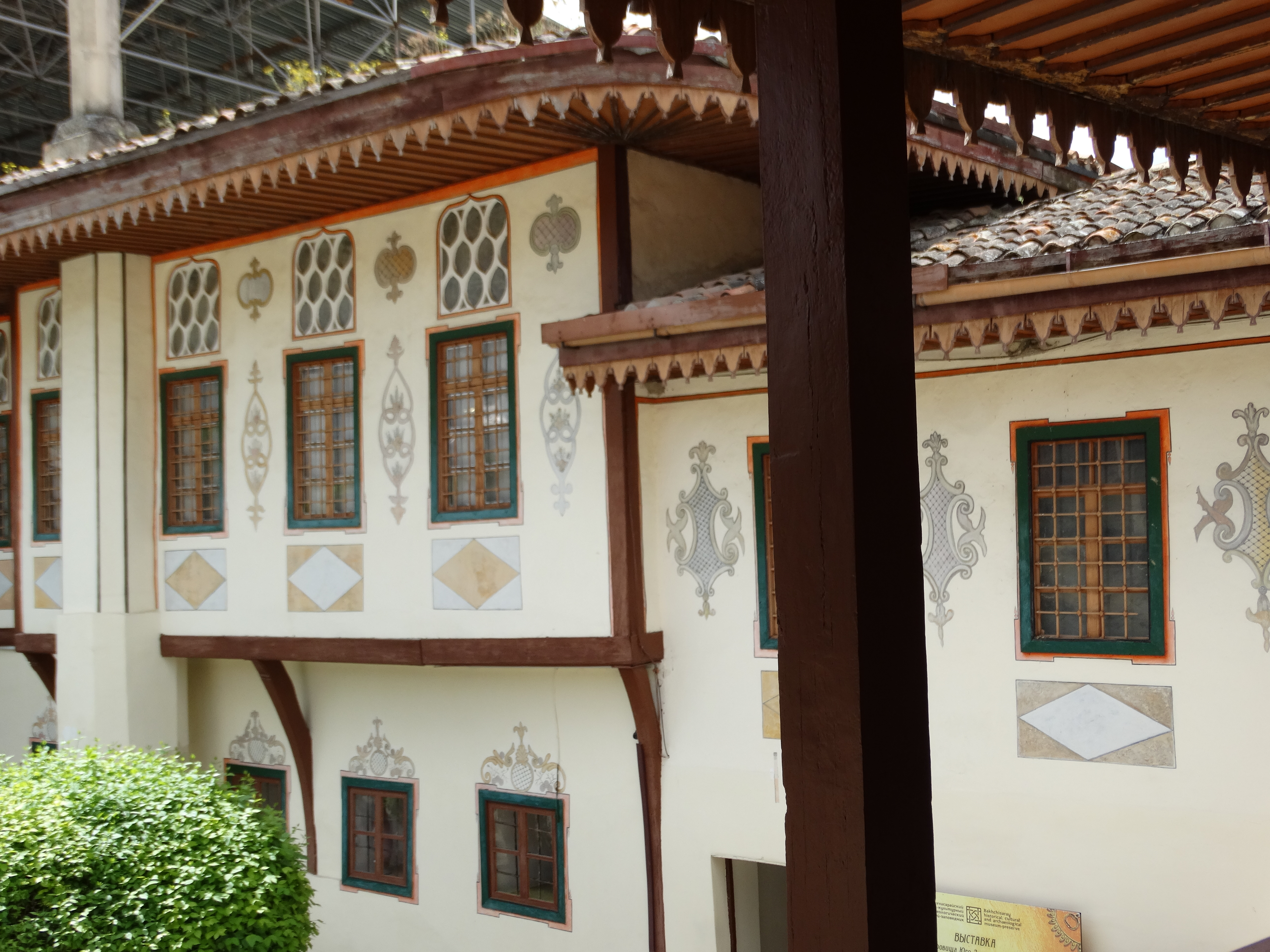
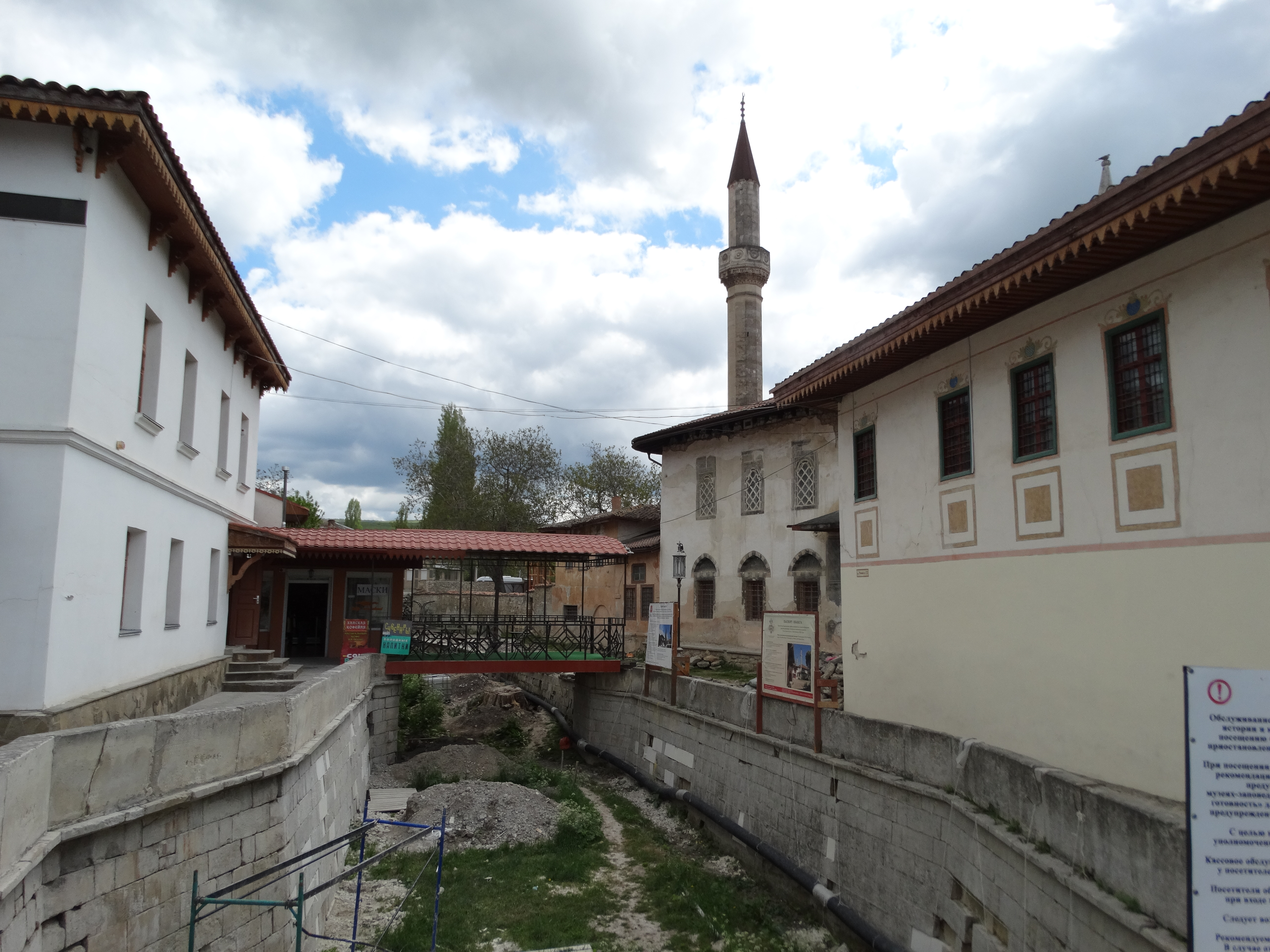
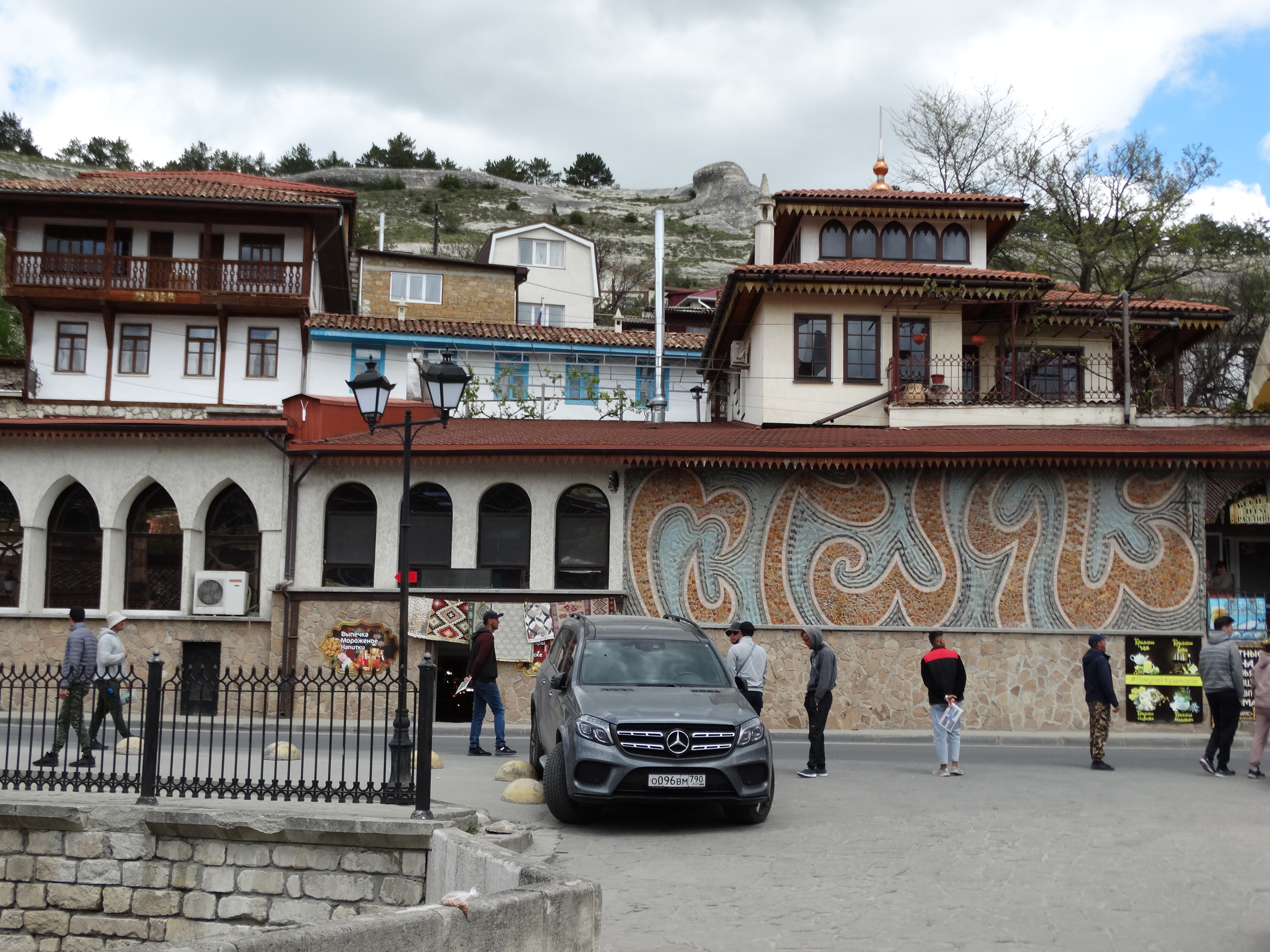
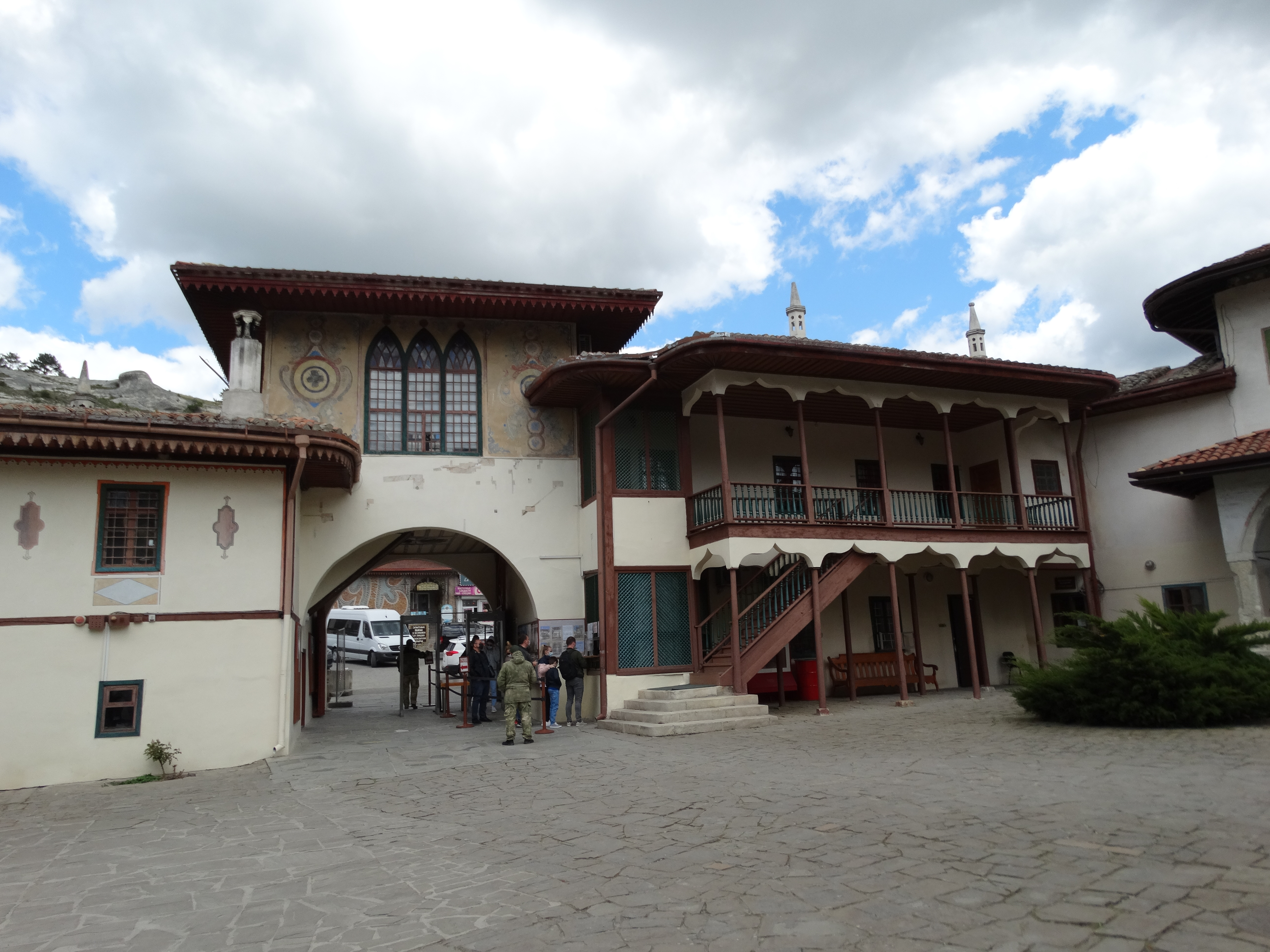
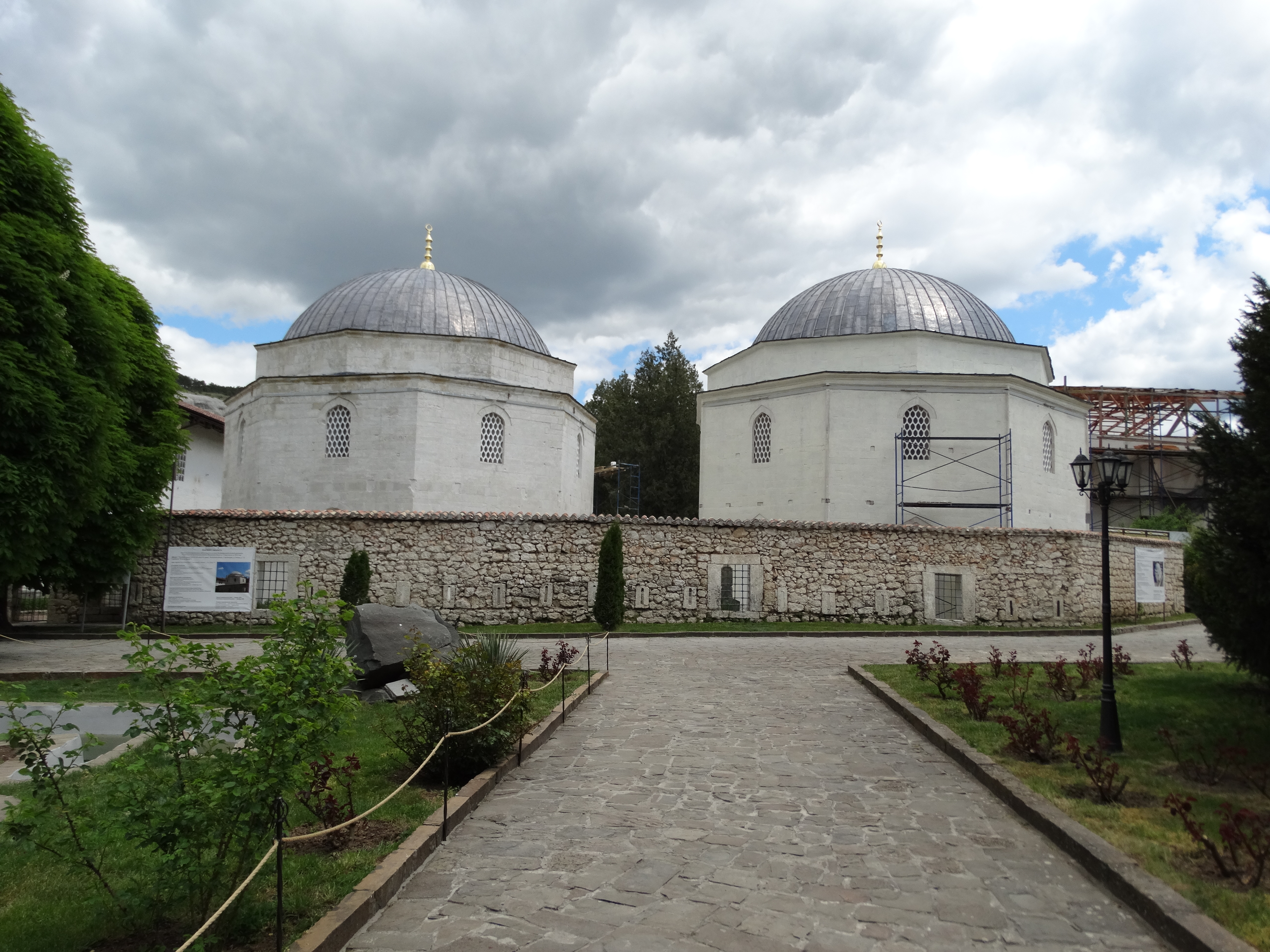
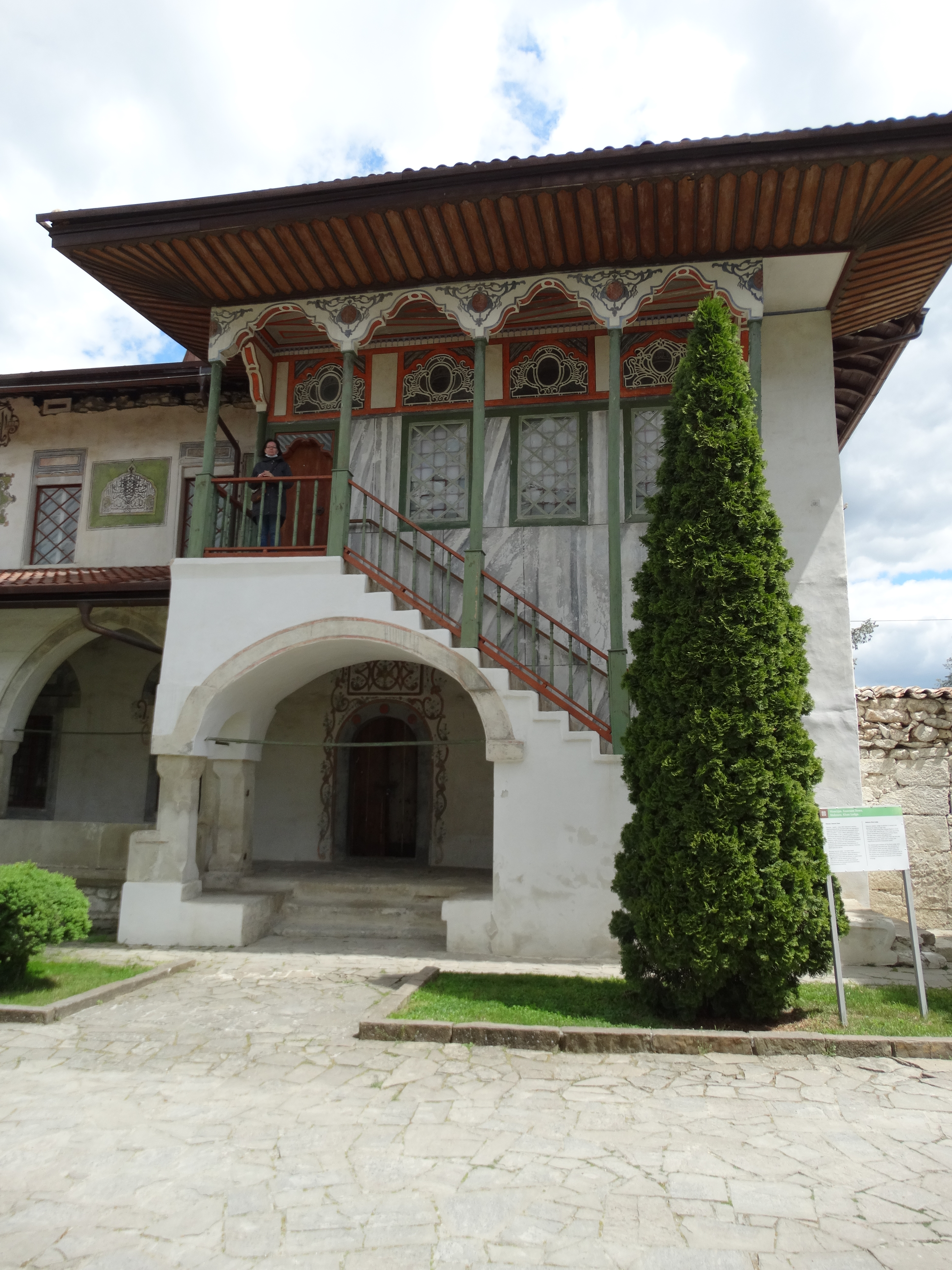
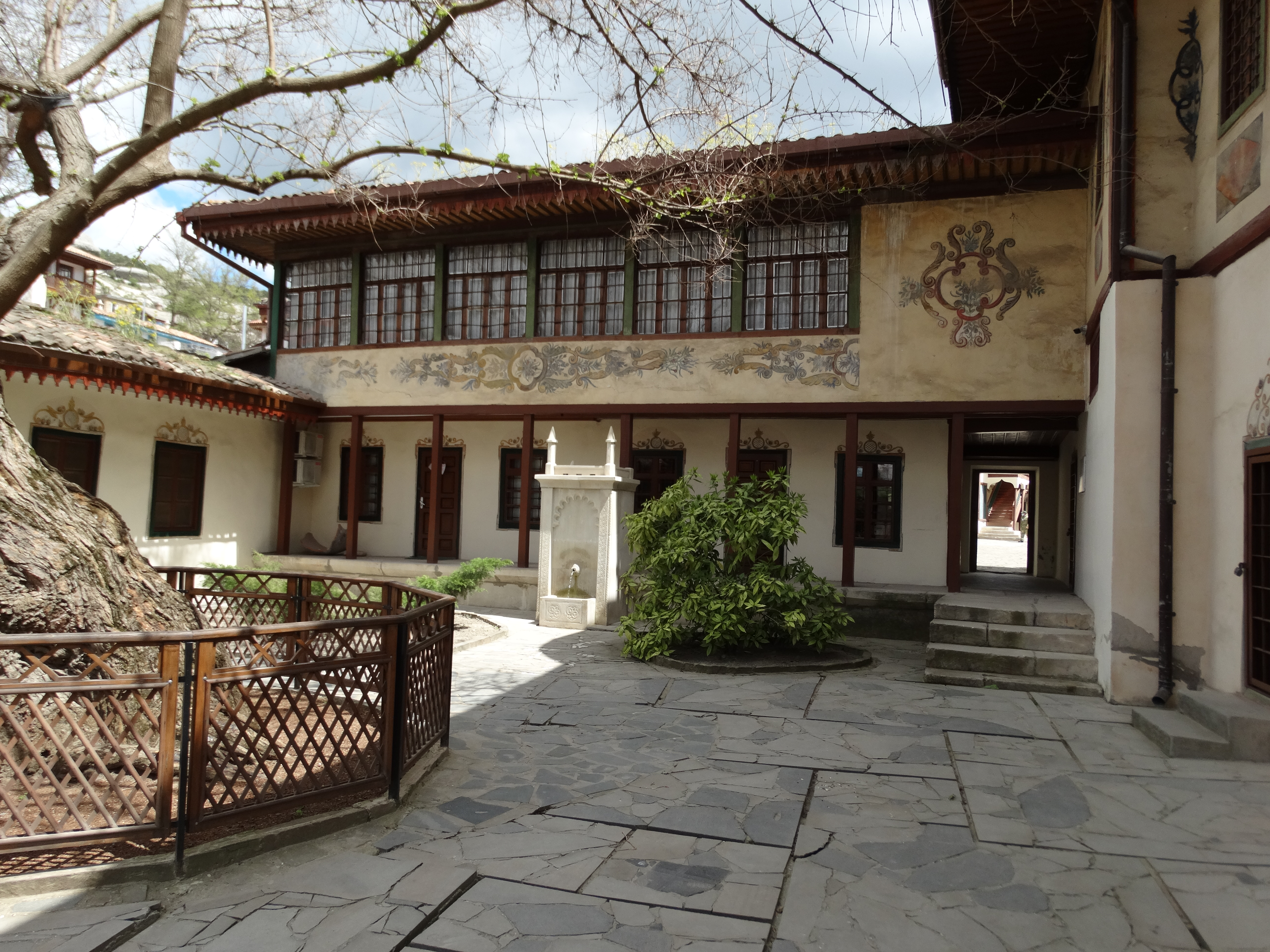
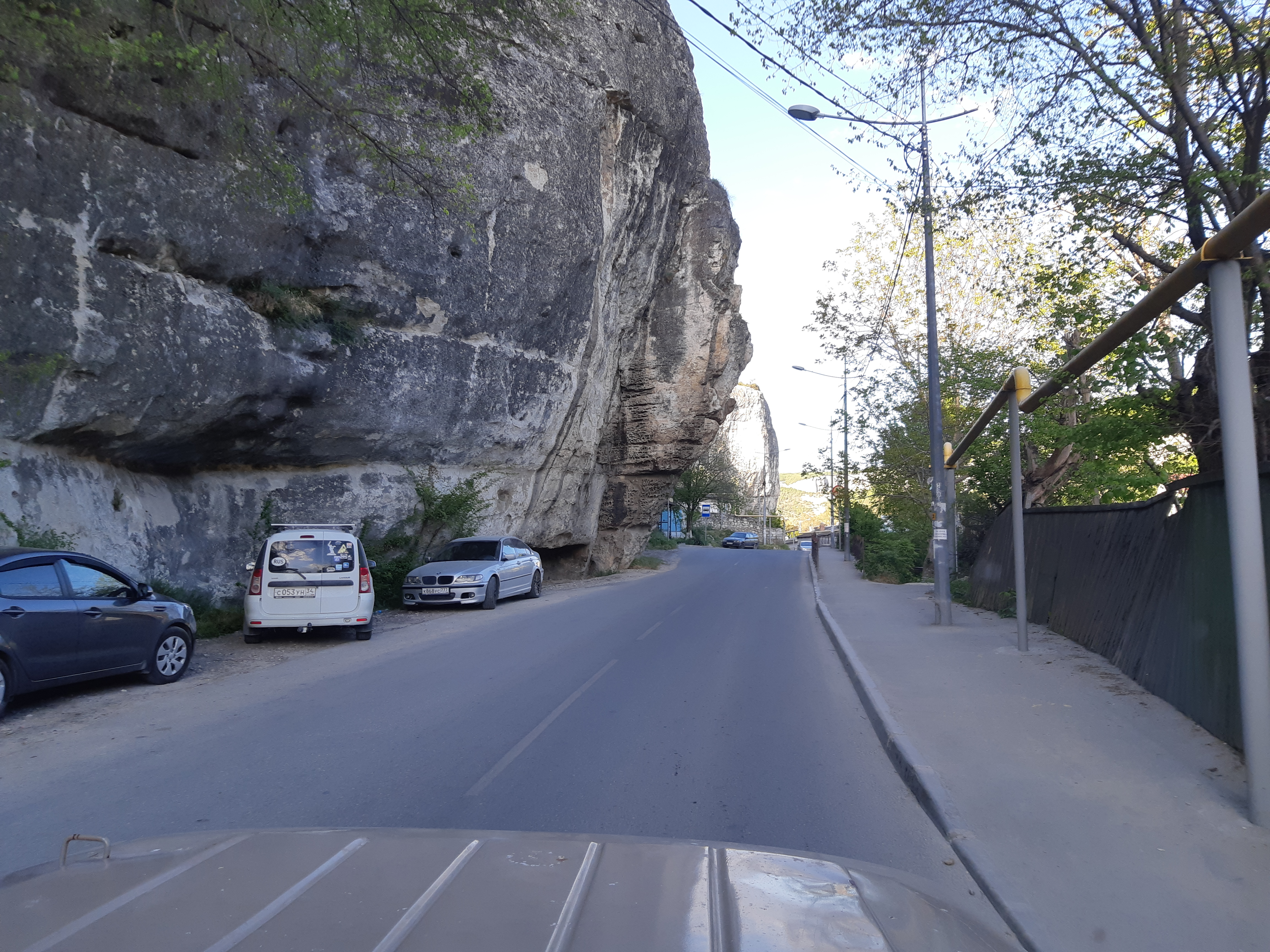